# Aura (спутник)
Aura — американский научно-исследовательский спутник, предназначенный для изучения атмосферы Земли. 
Запущен 15 июля 2004 года с космодрома Ванденберг с помощью ракеты-носителя Дельта 7920-10L.
Основной задачей спутника является контроль за изменением климата на Земле, загрязнением воздуха, состоянием озонового слоя Земли. 
Запуск спутника входит в программу НАСА EOS (Earth Observing System, Система наблюдения Земли).

## Конструкция
Спутник изготовлен корпорацией Нортроп Грумман на базе платформы T-300, разработкой научной аппаратуры для спутника, а также научными исследованиями осуществляется Центром космических полётов имени Годдарда. КА имеет массу 2967 кг и габариты 2,7×2,28×6,91 м.

## Инструменты
- HIRDLS (High Resolution Dynamic Limb Sounder) — инфракрасный радиометр высокого разрешения, предназначен для измерения температуры и концентрации газовых примесей в различных слоях атмосферы.
- MLS (Microwave Limb Sounder) — Микроволновый Радиометр, предназначен для измерения концентрации химических соединений, ответственных за разрушения озона в различных слоях атмосферы.
- OMI (Ozone Monitoring Instrument) — спектрометр, предназначен для измерения размеров отражённого и рассеянного в атмосфере солнечного излучения.
- TES (Tropospheric Emission Spectrometer) — тропосферный эмиссионный спектрометр, предназначен для измерения теплового излучения поверхности Земли.

Приборы MLS и TES были разработаны и изготовлены Лабораторией реактивного движения (JPL). Прибор HIRDLS был разработан совместно Университетом штата Колорадо, Национальным центром атмосферных исследований (NCAR) (США), Оксфордским университетом и Лабораторией Резерфорда-Эплтона (Великобритания). Прибор OMI был разработан совместно Финским метеорологическим институтом и Агентством космических программ Нидерландов (NIVR).